# Runnymede
Pour les articles homonymes, voir Runnymede (homonymie).
Runnymede (82 600 habitants) est une ville dans le comté du Surrey, dans le sud-est de l'Angleterre.
Runnymede est aussi un district administratif ou borough du sud de l'Angleterre, dans le Surrey. Ce nom vient du pré éponyme qui occupe l'espace au bord de la Tamise entre Egham et la frontière du district avec Windsor, Berkshire. Il a une population estimée en 2008 de 82 600 habitants

## Histoire
Runnymede est célèbre en raison de la Magna Carta du roi d’Angleterre Jean sans Terre le 15 juin 1215 en rendez-vous avec ses barons sur le pré, mentionné ci-dessus.
Le district a été formé en 1974 par la fusion des zones administratives de Chertsey et Egham.

## Patrimoine
Trois monuments commémoratifs se trouvent à Runnymede : le Commonwealth Air Forces Memorial inauguré en 1953 par Élisabeth II pour environ 20 000 soldats de l'armée de l'air décédés et sans sépultures connues; le Mémorial Magna Carta érigé par l'Association américaine du barreau ; et le Mémorial Kennedy en l'honneur du président américain John Fitzgerald Kennedy, financé par le gouvernement du Royaume-Uni.

## Administration
Le district de Runnymede est composé des villes et villages de Addlestone, Chertsey, Egham, Egham Hythe, Englefield Green, Lyne, New Haw, Ottershaw, Row Town, Thorpe, Woodham et Virginia Water.
Le conseil municipal (Borough Council) est composé de 42 membres, trois pour chacune des 14 circonscriptions. Il est renouvelé par tiers tous les ans le premier jeudi de mai (un siège par circonscription). Ces élections n’ont pas lieu l’année où est renouvelé le conseil du comté du Surrey (Surrey County Council) ; le mandat des conseillers municipaux est en conséquence de trois ou quatre ans. Il n’y donc a pas eu d’élections municipales en 2001, 2005, 2009 et 2013.
Depuis les élections de mai 2012, le conseil municipal est composé de 34 conservateurs, de 6 membres d’une association indépendante locale (Runnymede Independent Residents' Group), d'un membre de l'UKIP et d'un indépendant. Antérieurement, le parti travailliste et le parti libéral ont eu des représentants.
Le maire exerce une fonction honorifique. Pour la période 2013-2014 Yvonna Lay, membre du groupe conservateur, assure cette fonction.

## Jumelage
Depuis 1960, Runnymede est jumelée avec des villes d’Allemagne et de France. Bensberg, devenue en 1975 Bergisch Gladbach à la faveur d'un regroupement de communes, est située en Rhénanie-du-Nord-Westphalie et sa population est de 106 000 habitants. Joinville-le-Pont, commune de 18 000 habitants, se situe au sud-est de Paris dans le département du Val-de-Marne (région Île de France).
Runnymede a également un jumelage avec Herndon, ville du comté de Fairfax dans l’État de Virginie aux États-Unis.
- Bergisch Gladbach (Allemagne) depuis 1960
- Joinville-le-Pont (France) depuis 1960
- Herndon (États-Unis)

## Galerie

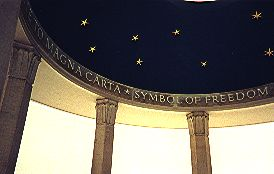
Détail du toit du mémorial Magna Carta.
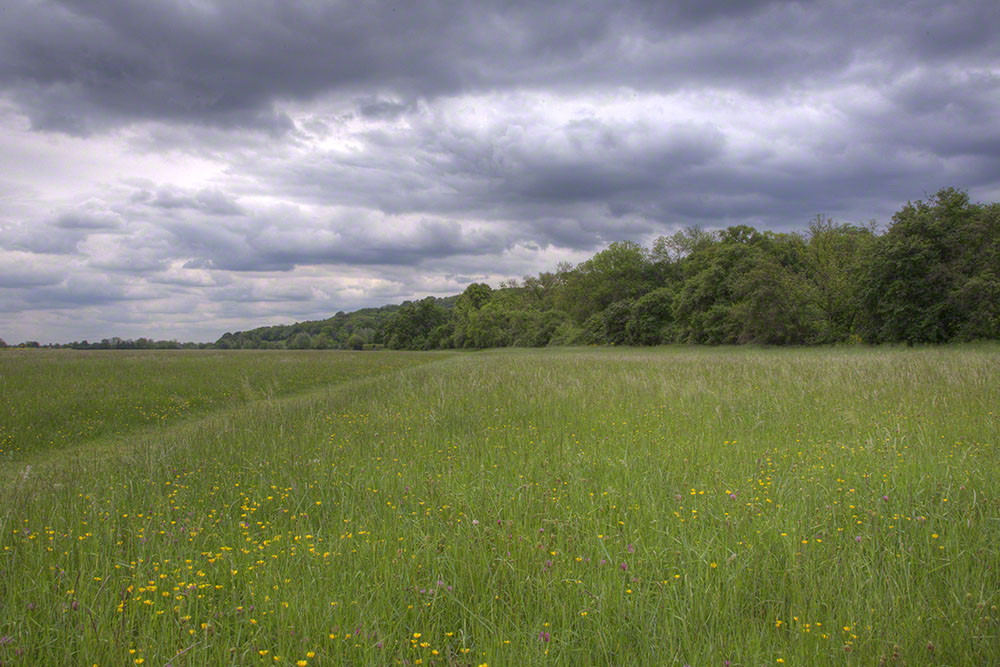
Pré de Long Mede au nord-ouest de Runnymede
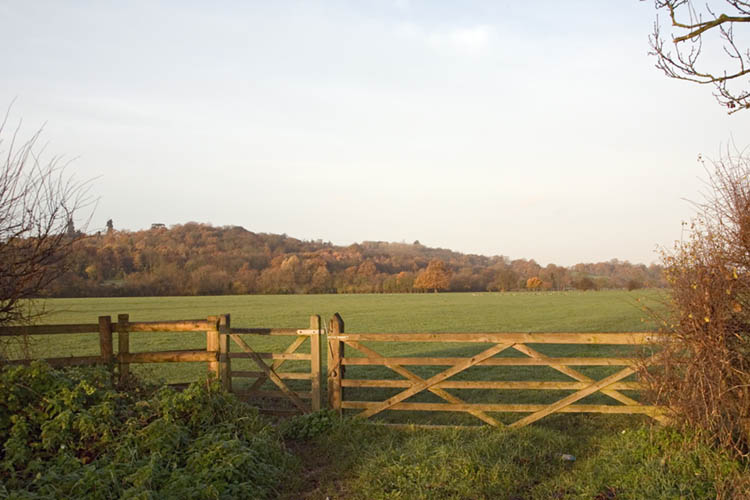
Prairie humide au sud-ouest de Runnymede
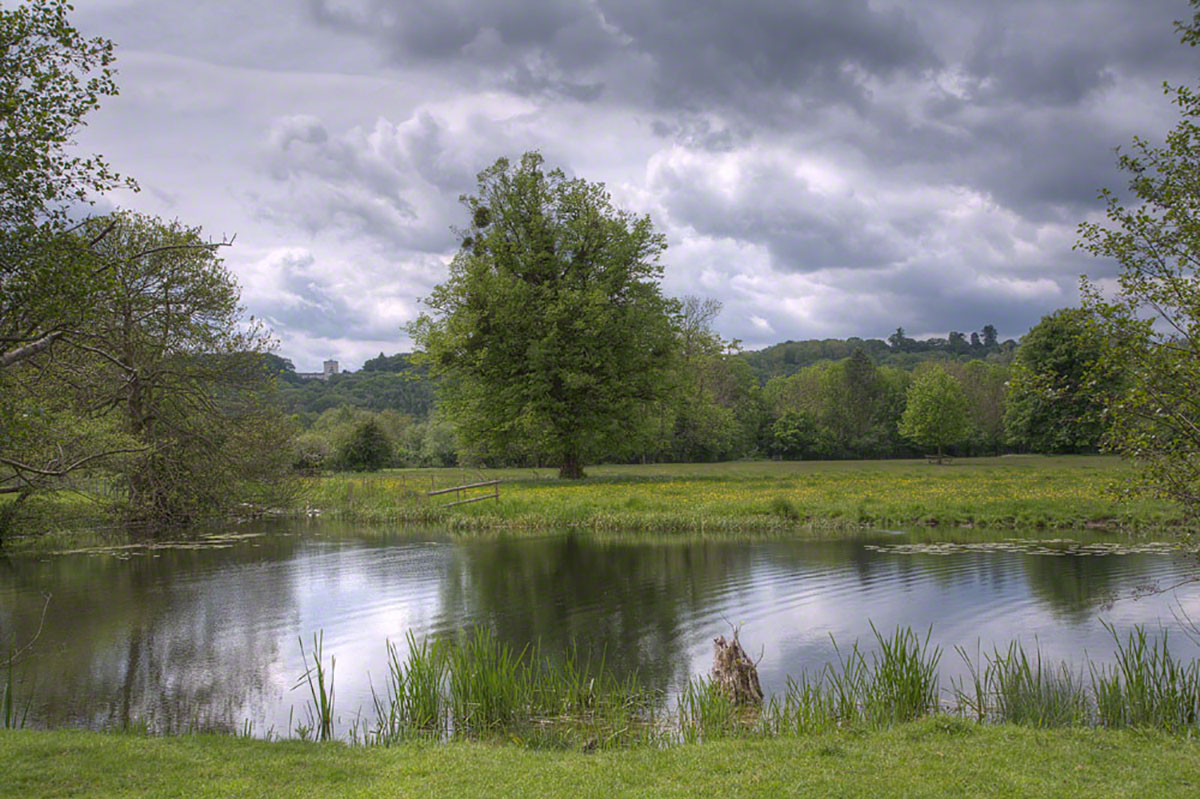
Vue sur l’îlot de la Magna Carta avec l’Air Forces Memorial à gauche
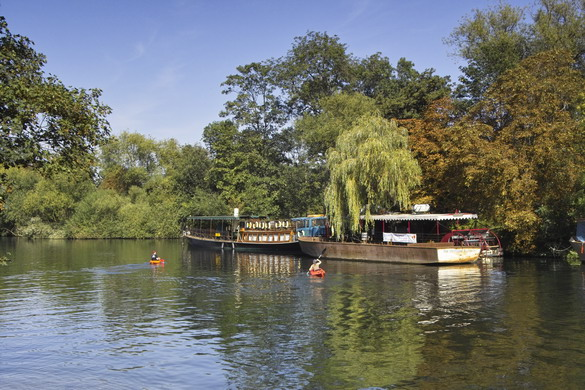
La Tamise à Runnymede, 2006
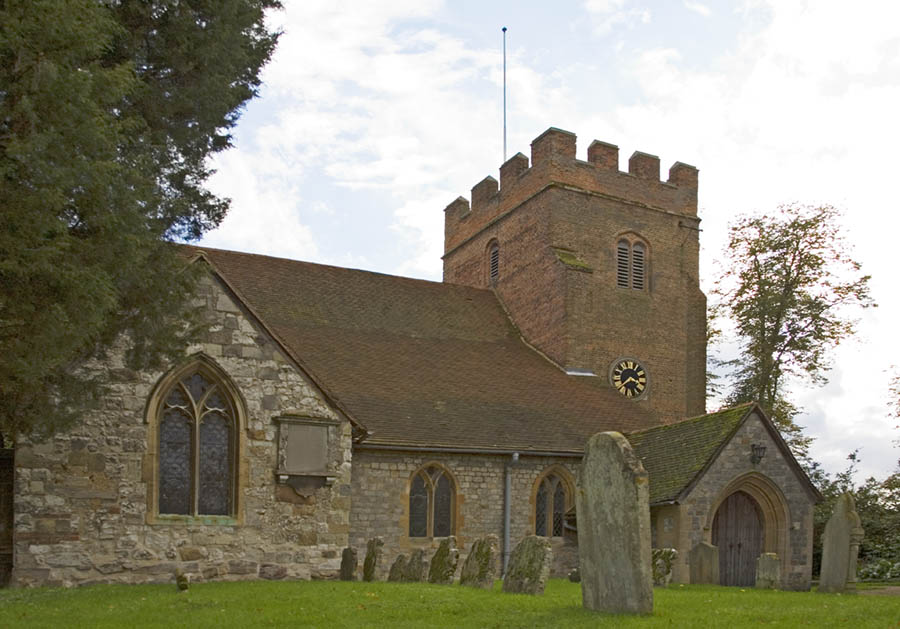
église Sainte-Marie (Saint-Mary), Thorpe, Runnymede, 2006
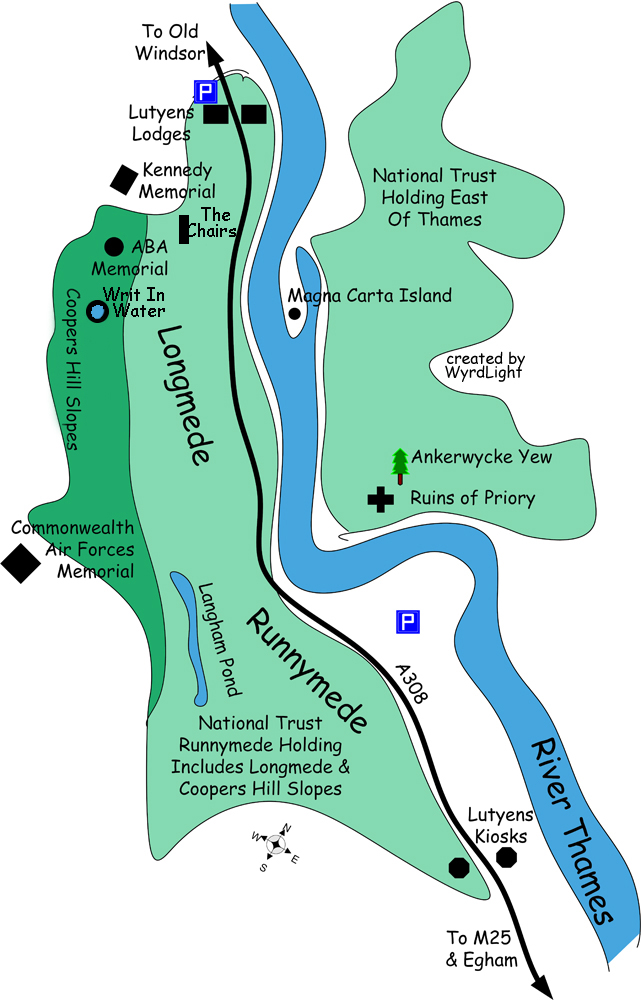
Plan de Runnymede, 2008